# Erioptera (Mesocyphona) femoraatra
Erioptera (Mesocyphona) femoraatra is een tweevleugelige uit de familie steltmuggen (Limoniidae). De soort komt voor in het Nearctisch gebied.